# Guvernul Ivan Calin
Guvernul Ivan Calin este un cabinet de miniștri care a guvernat RSS Moldovenească în perioada 24 decembrie 1985 - 10 ianuarie 1990.

## Componența cabinetului
- Președintele Sovietului de Miniștri

Ivan Calin (24 decembrie 1985 - 10 ianuarie 1990)
- Ministrul afacerilor externe

Petru Comendant (24 decembrie 1985 - 10 ianuarie 1990)
- Ministrul afacerilor interne

General-maior Gheorghe Lavranciuc (1985-1988)
General-maior Vladimir Voronin (1988-1990)
- Ministrul securității naționale (președinte al Comitetului pentru Securitatea Statului)

General Gavriil Volkov (1985-1989)
General Gheorghe Lavranciuc (1989-1990)
- Ministrul învățământului

Vasile Cherdivarenco (1985-1988)
- Ministrul transporturilor și gospodăriei drumurilor al RSS Moldovenești

Vladislav Semionov (4 decembrie 1989 - 10 ianuarie 1990)